# 3.er Regimiento de Artillería de la Luftwaffe
El 3.er Regimiento de Artillería de la Luftwaffe (3. Luftwaffen-Artillerie-Regiment) fue una unidad de la Luftwaffe durante la Segunda Guerra Mundial. 

## Historia
Fue formado en 1943 con 5 batallones:
- I Batallón/Nuevo
- II Batallón/Nuevo
- III Batallón desde la 3.ª División de Campo del Departamento de Artillería de la Fuerza Aérea
- IV Batallón desde la 3.ª División de Campo del Departamento Antiaéreo de la Fuerza Aérea
- V Batallón desde la 3.ª División de Campo del Departamento Antitanque de la Fuerza Aérea

El V Batallón existió solamente en un corto tiempo, para luego convertirse en la 3.ª División de Campo del Departamento Antitanque de la Fuerza Aérea.
El 1 de noviembre de 1943 pasó bajo el control total del Ejército, y renombrado como el 3.er Regimiento de Artillería (L), excepto del IV Batallón que se convierte en el I Batallón/43.º Regimiento Antiaéreo.

## Comandantes
- Teniente coronel Karl Gläsel - (? - 29 de enero de 1943)
- Teniente coronel Wilhelm Gareis (Heer) - (29 de enero de 1943 - 4 de febrero de 1943)
- Mayor Heinz Erbe - (4 de febrero de 1943 - 1 de noviembre de 1943)

## Orden de Batalla
Organización:
- I Batallón 1-4
- II Batallón 5-8
- III Batallón 9-11
- IV Batallón 12-15
- V Batallón 16-19; 1.-4 Columna Ligera de Transporte

## Servicios
Bajo la 3.ª División de Campo de la Luftwaffe.